# Mel Judah
Mel Judah (* 8. Oktober 1947 in Kalkutta, Indien) ist ein professioneller australischer Pokerspieler. Er ist zweifacher Braceletgewinner der World Series of Poker und gewann 2003 das Main Event der World Poker Tour.

## Persönliches
Vor seiner Pokerkarriere arbeitete Judah als Friseur und meint, dass er dadurch die Psychologie anderer Pokerspieler besser verstehen würde. Er lebt in London.

## Pokerkarriere

### Werdegang
Judah beobachtete im Alter von 14 Jahren seinen Vater beim Spielen der Pokervariante Five Card Draw und lernte so das Spiel. Bereits zu Beginn seiner Karriere sicherte er sich ein Bracelet bei der World Series of Poker (WSOP) in Las Vegas, als er 1989 ein Turnier in Seven Card Stud gewann. Bei der WSOP 1997 sicherte er sich in derselben Variante sein zweites Bracelet. In jenem Jahr erreichte er auch den Finaltisch des WSOP-Main-Events und belegte den mit rund 370.000 US-Dollar dritten Platz. Anfang September 2003 gewann der Australier das Main Event der World Poker Tour in Los Angeles und sicherte sich rund 580.000 US-Dollar. Bei der Poker Million 2006 erreichte er den Finaltisch und wurde Vierter. Judah war Präsident der unabhängigen Pokertour European Poker Masters, die vom Poker Channel produziert wurde. Die Tour fand nur 2006 statt und hatte die Stationen London, Wien, Paris und Dublin. Bei der WSOP 2013 wurde Judah bei einem Event in Pot Limit Omaha Hi/Lo Zweiter und erhielt über 170.000 US-Dollar. Seitdem blieben größere Turniererfolge aus.
Insgesamt hat sich Judah mit Poker bei Live-Turnieren über 3,5 Millionen US-Dollar erspielt.

### Braceletübersicht
Judah kam bei der WSOP 51-mal ins Geld und gewann zwei Bracelets:
| Jahr | Buy-in (in $) | Turnier         | Teilnehmer | Preisgeld (in $) |
| ---- | ------------- | --------------- | ---------- | ---------------- |
| 1989 | 1500          | Seven Card Stud | 218        | 130.800          |
| 1997 | 5000          | Seven Card Stud | 088        | 176.000          |